# El Ángelus
El ángelus es un cuadro del pintor realista francés Jean F. Millet. Data del período 1857-1859 y se trata de un óleo sobre lienzo que mide 66 cm de ancho por 55,5 cm de alto. Se conserva en el Museo de Orsay de París, Francia.
Millet representa aquí una escena campestre, que es la que dominará en principio su obra. Esta posición atraerá la atención de la burguesía, ya que el mundo rural simbolizaba «lo bueno» en contraposición de la postura revolucionaria del sector obrero. En la pintura en tela, se observa una clara inclinación por motivos vinculados con la naturaleza y el paisaje, donde los efectos de contraste lo vinculan con el estilo de Honoré Daumier, aunque tiende a ser opaca y terrosa. En un primer momento, Millet había pintado dentro de la cesta que está en el suelo a una criatura de pocos meses de edad, pero que había fallecido, y a los dos personajes de pie como los compungidos padres que la miraban sin consuelo. Esta situación conmocionó mucho a los que la vieron por primera vez, y recibió críticas de censura, por lo que este pintor se decidió a retocarla quedando como la vemos hoy.
El autor buscará retratar a la gente humilde y campesina en un gesto de admiración por la gente pobre del mundo rural, seduciendo a los republicanos y exasperando a la burguesía por tratar esto como tema central en su obra.
La escena actual muestra a dos campesinos que han interrumpido su trabajo en el campo para rezar el ángelus, la oración que recuerda el saludo del ángel a la Virgen María en la Anunciación. En medio de un llano desértico, los dos campesinos se recogen en su plegaria. Sus caras quedan en sombra, mientras que la luz destaca los gestos y las actitudes, consiguiendo expresar un profundo sentimiento de recogimiento.
La atmósfera de la escena parece neblinosa, lo que simplifica el volumen de las figuras lo que genera una fusión entre los personajes y el paisaje natural, realzando el patetismo de la obra, aunque esta a primera vista no se deje ver. Millet, junto con Daumier y Courbet comprendieron que, en el contexto de la época, las manifestaciones artísticas que plasman la realidad, más allá de las controversias, centran la atención del espectador en un mensaje crítico que produce una reacción, una movilización que traerá como corolario la conciencia en la libertad y la nación para dejar de lado lo superficial e individual del romanticismo.

## El mito trágico del Ángelus de Millet
El ángelus de Millet se convirtió en una obsesión para el pintor español Salvador Dalí, quien realizó distintas reinterpretaciones pictóricas del mismo tema,  y sobre cuyo significado escribió entre 1932 y 1935 un ensayo titulado "El mito trágico del Angelus de Millet".  El manuscrito original desapareció en 1941, Salvador Dalí abandonó París de forma apresurada ante la llegada de las tropas alemanas. En 1963 el texto fue encontrado y publicado por el editor francés Jean-Jacques Pauvert,  no siendo publicado en lengua española hasta 1978. En su libro "Confesiones inconfesables", Dalí afirmaba que el Ángelus se había convertido para él en la "obra pictórica más íntimamente turbadora, la más densa". En su ensayo, Dalí escribe que los campesinos en la pintura no solo estaban rezando el ángelus, sino que estaban orando frente a un pequeño ataúd. Según explica en el mismo libro, por su insistencia, el Museo del Louvre hizo una radiografía de la pintura, que reveló, en lugar de la canasta, una caja negra, que el pintor surrealista interpreta como el ataúd de un niño de 6 años.
Precisamente en ese año 1932 el cuadro sufrió una agresión de un perturbado mental que le dio cinco cortes aprovechando un despiste de la seguridad del museo.

## En el cine
Este cuadro sirvió de fondo argumental para la película dirigida por Joan Frank Charansonnet sobre el Mito trágico que Dalí escribió sobre este tratado.